# Draugnim
Draugnim (sindarinisch für „Weisser Wolf“) ist eine finnische Pagan-Metal-Band.

## Geschichte
Mikko „Chimedra“ Häkkinen und Lauri „Morior“ Karivaara gründeten Draugnim als Duo im südfinnischen Espoo und veröffentlichten ihre erste Demo Paynim Crusade 1999. Im Laufe der Jahre erfolgten zahlreiche Besetzungswechsel, in denen Draugnim zu einer sechsköpfigen Gruppe anwuchsen, die im konstanten Kern bis heute aus Sänger Chimedra, Gitarrist Morior und Bassist Turms besteht. Während der Stilfindung wurden mit Past Aesirs Grace im Jahre 2001 und Earth Gave Us Birth, Our Blood We Give in Return 2002 weitere Demos im Eigenvertrieb veröffentlicht, doch erst mit der vierten Demo Sworn to Waves im Jahre 2007 sahen die Musiker ihre künstlerische Vision für Draugnim verwirklicht. So kam es zu einem Vertrag mit dem finnischen Musiklabel Spikefarm Records, einem Sublabel von Spinefarm Records. Hierüber erschien 2008 das Debütalbum Northwind’s Ire. Für die Schlagzeugaufnahmen im Studio zeichnete Repe Misanthrope von Impaled Nazarene verantwortlich. 2010 wurde das zweite Album Horizon’s Low veröffentlicht, produziert wurde es von Ville Sorvali (Moonsorrow). Seit 2015 steht Draugnim bei dem französischen Label Debemur Morti Productions unter Vertrag. Das aktuelle, dritte Album Vulturine erschien am 11. März 2016. Rainer Tuomikanto von Ajattara übernahm diesmal die Schlagzeugaufnahmen.

## Stil
Draugnim spielen melodischen Pagan Metal, der von Keyboardpassagen akzentuiert wird. Häufiger verglichen wird der Klang mit der Musik von Bathory, Windir und Summoning.

## Diskografie
- 2000: The Paynim Crusade (Demo, CD, Eigenvertrieb)
- 2001: Past Aesirs Grace (Demo, CD, Eigenvertrieb)
- 2002: Earth Gave Us Birth, Our Blood We Give in Return (Demo, CD, Eigenvertrieb)
- 2007: Sworn to Waves (Demo, CD, Eigenvertrieb)
- 2008: Northwind’s Ire (Album, CD, Spikefarm Records)
- 2010: Horizons Low (Album, CD, Spinefarm Records)
- 2010: On Riven Shores (Single, MP3, Eigenvertrieb)
- 2016: Vulturine (Album, CD/12"-Vinyl, Debemur Morti Productions)

Beiträge auf Kompilationen (Auswahl)
- 2009: Craionhorn auf Soundi 2009 (CD, Soundi)
- 2011: The Last Of The Kin auf Finnish Metal Mania 2 (CD, Oy EMI Finland Ab)